# Cöllnitz
Cöllnitz ist ein Ortsteil der Stadt Groitzsch im Landkreis Leipzig (Freistaat Sachsen). Der Ort wurde 1948 nach Großstolpen eingemeindet und kam mit diesem im Jahr 1996 als Ortsteil zur Stadt Groitzsch.

## Geografie
Cöllnitz liegt in der Leipziger Tieflandsbucht drei Kilometer südöstlich von Groitzsch. Direkt nördlich des Orts verläuft die Bundesstraße 176, etwas weiter nördlich befindet sich die Schnauder. Cöllnitz liegt im Mitteldeutschen Braunkohlerevier. Das Gebiet nordöstlich des Dorfs wurde zwischen 1963 und 1991 durch den Tagebau Peres abgebaggert. Im Süden des Orts war zwischen 1974 und 1991 der Tagebau Groitzscher Dreieck aktiv. Der Bereich zwischen dem renaturierten Restloch (heute: Groitzscher See) im Süden und Cöllnitz im Norden ist als „Abbaufeld Groitzscher Dreieck“ des Tagebaus Vereinigtes Schleenhain für die Kohleförderung ab 2025 vorgesehen. In Cöllnitz befindet sich das Feuchtbiotop „Schilfwiesen“.

## Geschichte
Das Sackgassendorf Cöllnitz wurde 1378 erstmals urkundlich als „Kolnz“ erwähnt. Seit 1661 ist der heutige Name belegt. Der slawische Ortsname hat die Bedeutung „Ort des Kolin“, d. h. Ort des Radmachers, Wagners.
Cöllnitz lag um 1378 im Gebiet der Grafschaft Groitzsch, die 1460 mit dem Geleitsamt Pegau zum Amt Pegau vereinigt wurde. Seitdem lag der Ort bis 1856 im kursächsischen bzw. königlich-sächsischen Amt Pegau. Bis 1530 war Cöllnitz im Lehnsbesitz der Familie Pflugk, danach lag die Gerichtsbarkeit um 1551 beim Rittergut Löbnitz, um 1606 und 1764 beim Rittergut Mausitz. Ab 1856 gehörte der Ort zum Gerichtsamt Pegau und ab 1875 zur Amtshauptmannschaft Borna.
Am 1. Oktober 1948 wurde Cöllnitz nach Großstolpen eingemeindet, mit dem der Ort im Jahr 1952 dem Kreis Borna im Bezirk Leipzig, 1990 dem sächsischen Landkreis Borna und 1994 dem Landkreis Leipziger Land zugeordnet wurde. Durch die am 1. Januar 1996 erfolgte Eingemeindung von Großstolpen nach Groitzsch wurde Cöllnitz ein Ortsteil der Stadt Groitzsch.

## Bildung
In Cöllnitz befindet sich der Kneipp-Kindergarten „Spatzennest“.